# Eleonore Klee
Eleonore Klee (* 1901 in Leipzig; † 1994 in St. Florian) war eine deutsch-österreichische Buchbinderin und Buch-Restauratorin.

## Leben und Wirken
Eleonore Klee erwarb nach dem Besuch der Staatlichen Akademie für graphischen Künste und Buchgewerbe in Leipzig langjährige Berufserfahrung in kunstgewerblichen Buchbinderarbeiten und Restaurierungsaufträgen für das Reichsgericht Leipzig.
Sie wurde 1944 in einer eigenen Buchbinderwerkstätte im Meierhof des Stiftes St. Florian (heute Halle 9 des Oberösterreichischen Feuerwehrmuseums St. Florian) mit der restauratorischen Betreuung des Buchbestandes im Stift Florian betraut. Aufträge erhielt sie u. a. auch vom Oberösterreichischen Landesmuseum.

## Werke
Fachbuch
- Der Buchrestaurator und seine Arbeit. Überblick über das Restaurieren von Handschriften und Inkunabeln. Eigenverlag, St. Florian, 1981. (DNB 881372633)

Aufsätze
- Knotenheftung des 15. Jahrhunderts, in: Codices Manuscripti, 1978, S. 89ff.[3]
- Zahlreiche Aufsätze in der Fachzeitschrift Allgemeiner Anzeiger für Buchbindereien, ab 1977 Bindereport, Mitteilungsblatt der Deutschen Fachorganisation des Buchbindereigewerbe, Hannover, u. a.

- Beutelband der Abtei Admont, in Band 84, 1971, Nr. 3, S 141 bis 143
- Restaurationen an Florentiner hochwassergeschädigten Bänden, in Band 81, 1968, Nr. 1, S 34 bis 35
- Die Buchholzdeckel bei mittelalterlichen Codices bis hinein in die Neuzeit, 1978, Nr. 4, S 174 bis 176

## Auszeichnung
1969 Ernennung zum Professor h.c.